# Beweging van Revolutionaire Actie
De Beweging van Revolutionaire Actie (Spaans: Movimiento de Acción Revolucionaria, MAR) was een communistische gewapende beweging in Mexico.
De beweging werd begin jaren 60 opgericht door Mexicaanse studenten die aan de Patrice Lumumbauniversiteit in Moskou hadden verbleven, en had als doel het omverwerpen van de eenpartijstaat van de Institutioneel Revolutionaire Partij (PRI) om zodoende een communistische revolutie teweeg te brengen. Na het bloedig ingrijpen van de Mexicaanse regering tegen de studentenprotesten van 1968 won de MAR aan populariteit. MAR-leden werden getraind in Noord-Korea.
De MAR werd bestreden door de Mexicaanse regering, die het daarbij niet altijd even nauw met de mensenrechten nam. In 1974 werd de groep vrijwel geheel ontmanteld door het Mexicaanse leger en de geheime dienst, en de meeste leden werden gevangengezet in de Lecumberrigevangenis. De restanten van de beweging vielen al snel uit elkaar in verschillende kleinere groepen.